# Religia Traków
Religia Traków – słabo znany zespół wierzeń politeistycznych, z których wiele elementów zostało zapożyczonych przez Greków (m.in. kult Aresa, Dionizosa, mit o Orfeuszu, misteria eleuzyjskie, wiara w nieśmiertelność duszy). 
Legendarni traccy królowie byli jednocześnie kapłanami. Królowie-kapłani sprawowali władzę dziedzicznie i uczestniczyli w obrzędach religijnych. Chociaż z czasem (po VI w. p.n.e.) następuje rozdział funkcji władcy od funkcji kultowej, tradycje królów pełniących pewne funkcje religijne przetrwały do czasów historycznych; na przykład, król Kotys I miał składać ofiary podczas uczt. 
Wszystkie źródła o religii Traków pochodzą od autorów greckich, którzy w opisach stosowali analogie do wierzeń własnych.
Według Herodota południowo-wschodnie plemiona trackie najbardziej czciły Słońce, a w okolicy Abdery Trakowie nadali Apollonowi rodzimy epitet Derajnos. Wodzowie plemienni największą cześć oddawali Hermesowi (o przydomku Ajnos), opiekującemu się bydłem, a pozostali członkowie wspólnoty – Aresowi, Dionizosowi i Artemidzie.
Opisując żyjących na północ od Dunaju Getów, Herodot podaje, że mieli zwyczaj strzelać z łuków w niebo, gdy grzmiało, a jeden z ich odłamów (Krobyzi) wierzył w nieśmiertelność (iż nie umierają, lecz idą do boga Zalmoksisa, któremu co pięć lat składano ofiary z ludzi wybieranych poprzez losowanie).
O samym tym bóstwie Herodot pisał, że Zalmoksis nie był wcale bogiem, lecz człowiekiem śmiertelnym, niewolnikiem żyjącym na wyspie Samos u Pitagorasa. Po wyzwoleniu i zgromadzeniu majątku powrócił do ojczyzny. W czasie organizowanych przyjęć mówił zaproszonym rodakom, że ani on, ani oni nie umrą, lecz żyć będą wiecznie i posiadać wszystkie dobra. Kazał sobie jednocześnie wybudować podziemne mieszkanie, w którym zniknął na trzy lata. Trakowie uznali go za zmarłego; kiedy w czwartym roku pokazał się Trakom, ci uwierzyli w jego przesłanie.
Hekatajos z Miletu stwierdzał, że inne odłamy Getów – Teryzowie i Krozybowie, również wierzyły w nieśmiertelność. Platon w dialogu Charmides wspominał leczniczą działalność Zalmoksisa, a według Strabona Zalmoksis nie był ani bogiem, ani herosem, ale człowiekiem umiejącym odczytywać wolę bogów.

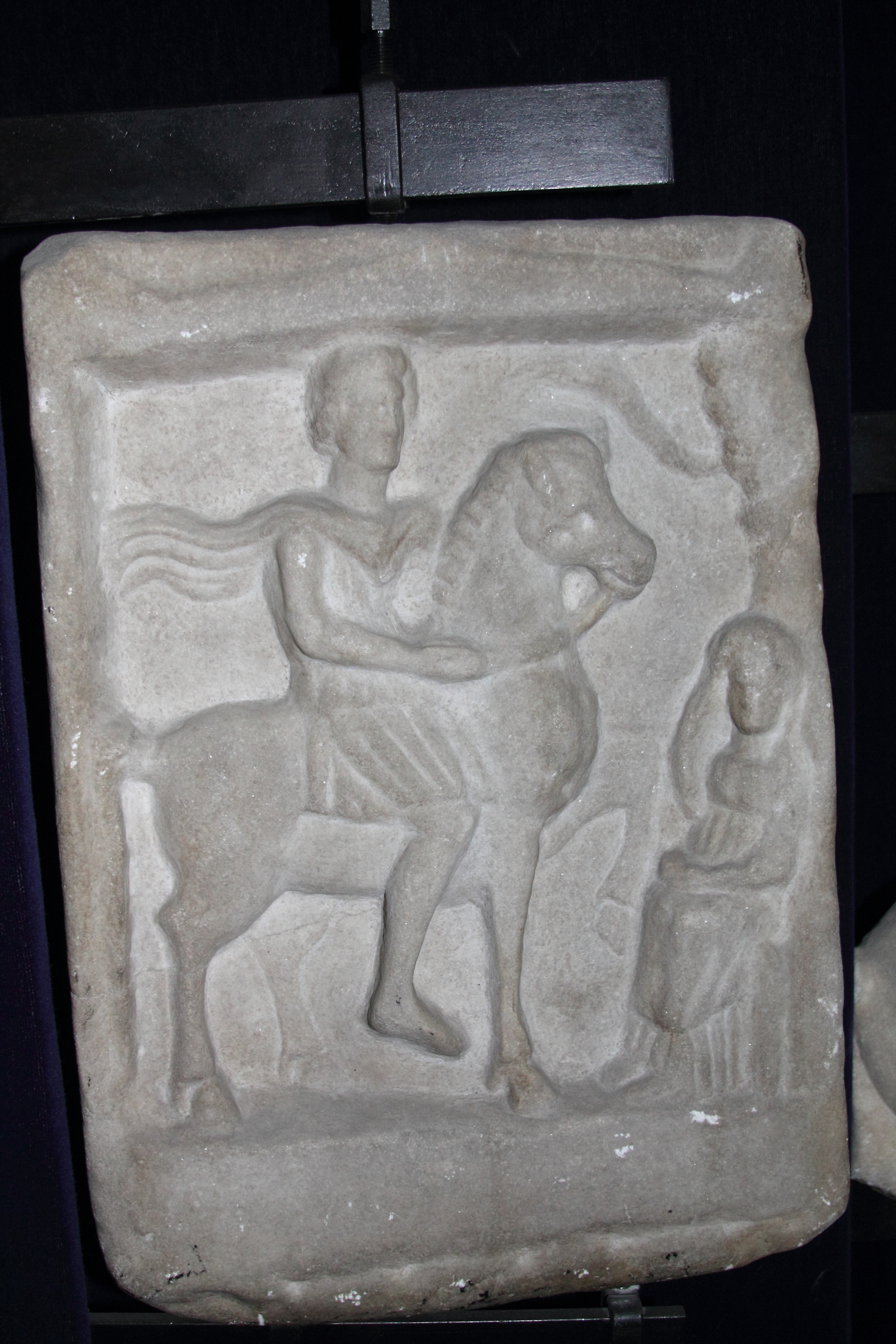
Stela przedstawiająca Jeźdźca Trackiego

Zdaniem Strabona także muzy helikońskie były trackiego pochodzenia, podobnie jak muzycy Orfeusz, Muzajos, Eumolpos. Muzajos miał być synem Orfeusza i ojcem Eumolposa – jednego z twórców misteriów eleuzyjskich. Platon w Obronie Sokratesa bezpośrednio przed Orfeuszem i Muzajosem wymienia Triptolemosa jako kultowego herosa Eleuzyny, który według podań orfików był potomkiem bóstw mających bezpośredni związek z kultem rolniczym Traków.
Bóstwem typowo trackim była Bendis (Bendida) – bogini łowów, urodzaju, roślinności, Księżyca, opiekunka dziewcząt, kobiecej czystości i wielodzietności. Grecy utożsamiali ją z Artemidą lub Hekate, rzadziej z Persefoną. Z czasów rzymskich zachowało się jej wyobrażenie na płaskorzeźbie jako kobiety siedzącej tyłem na koniu, trzymającej w lewej ręce łuk, a w prawicy zająca, którego podgryza pies; towarzyszy jej inna kobieta z pochodnią w ręku (prawdopodobnie hipostaza Bendis-Hekate).
Platon w Państwie dał opis obchodów ku czci Bendis w Pireusie, gdzie o północy odbywały się wyścigi konne, podczas których galopujący jeźdźcy podawali sobie nawzajem płonące pochodnie (podobnie w tesalskiej Larisie). Z innych źródeł wiadomo, iż kult tej bogini również miał charakter orgiastyczny.
Spośród wierzeń trackich szczególnie charakterystyczny i popularny był też (zwłaszcza w wojsku) kult tzw. Jeźdźca Trackiego – herosa porównywalnego z Herkulesem, który w powszechnych wierzeniach utrzymał się aż do IV wieku n.e. Znaleziono ponad 1000 płyt z jego wizerunkiem. 
Trackim królom przypisywano boskie pochodzenie, jako przodkom Hermesa. 